# Хасан Шеик Мохамуд
Хасан Шеик Мохамуд (сом. Xasan Sheekh Maxamuud, арап. حسن شيخ محمود; Џалалакси, 29. новембар 1955) јесте сомалски политичар, актуелни председник Сомалије од 23. маја 2022. године и лидер Савеза за мир и развој. Претходно је био председник од 10. септембра 2012. до 16. фебруара 2017. године.
Амерички недељник Time га је уврстио међу 100 најутицајних светских личности 2013. године.